# IPP Open 2007
L'IPP Open 2007 è stato un torneo di tennis facente parte della categoria ATP Challenger Series nell'ambito dell'ATP Challenger Series 2007. Il torneo si è giocato a Helsinki in Finlandia dal 12 novembre 2007 su campi in Cemento indoor.

## Vincitori

### Singolare
Steve Darcis ha battuto in finale  Tobias Kamke con il punteggio di 6–3, 1–6, 6–4.

### Doppio
Michail Elgin /  Aleksandr Kudrjavcev hanno battuto in finale  Harri Heliövaara /  Henri Kontinen con il punteggio di 4–6, 7–5, [13–11].